# Quatretondeta
Quatretondeta, en valencien et officiellement, (Cuatretondeta en castillan), est une commune d'Espagne de la province d'Alicante dans la Communauté valencienne. Elle est située dans la comarque du Comtat et dans la zone à prédominance linguistique valencienne.

## Géographie

Localisation de Quatretondeta
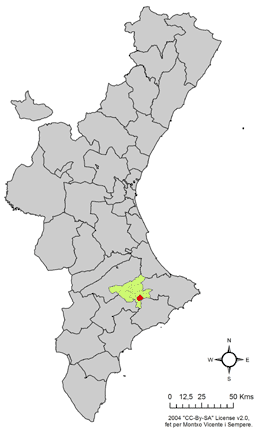
dans la Communauté valencienne.
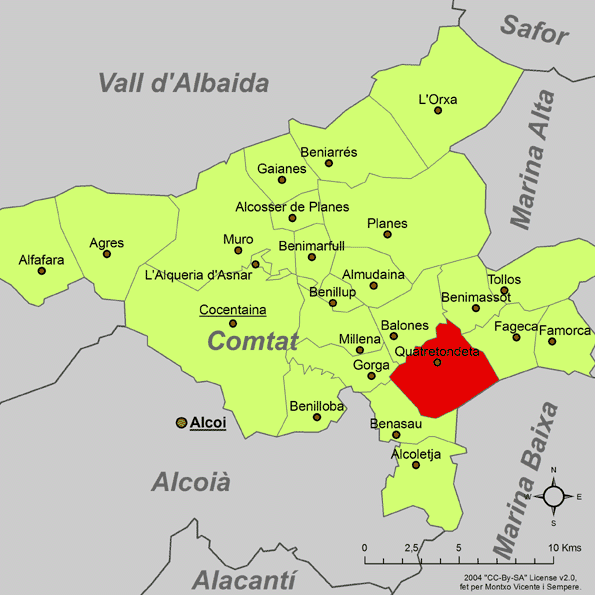
dans la comarque du Comtat.

### Sources
- (es) Varaciones de los municipios de España desde 1842, Ministerio de administraciones públicas, octobre 2008, 364 p. (lire en ligne) [PDF]